# 诺贝特·扎特勒
诺贝特·扎特勒（德語：Norbert Sattler，1951年10月4日—2023年1月19日），奥地利男子皮划艇运动员。他曾代表奥地利参加1972年夏季奥林匹克运动会皮划艇比赛，获得男子单人皮艇激流银牌。